# Alberto II di Namur
Alberto (fine del X secolo – 1063 circa) è stato un nobile francese, fu il quarto conte di Namur dall' 1030 circa, alla sua morte.

## Origine
Alberto, sia secondo il Cartulaire de la commune de Namur, tome premier, che secondo gli Actes des comtes de Namur de la première race, 946-1196, era figlio del secondo conte di Namur, Alberto I e della moglie, Ermengarda, che, secondo la Genealogica comitum Buloniensium era figlia del carolingio, Carlo I di Lorena, Duca della Bassa Lorena (Lotaringia), mentre secondo il Gestorum Abbatem Trudonensium Continuatio Tertia, era figlia del Duca della Bassa Lorena (Lotaringia), Ottone, figlio di Carlo I di Lorena; anche il Fundatio Ecclesiæ S. Albani Namucensis, oltre confermare il matrimonio di Alberto I ed Ermengarda confermandola discendente dei Carolingi.
Alberto I di Namur sia secondo il Cartulaire de la commune de Namur, tome premier, che secondo gli Actes des comtes de Namur de la première race, 946-1196, era figlio del primo conte di Namur, Roberto I e della moglie, che, secondo lo storico francese, Christian Settipani, specializzato nella genealogia dei personaggi dell’Antichità e dell'Alto Medioevo, nel suo Onomastique et Parenté dans l'Occident medieval (Prosopographica et Genealogica, Vol. 3), era Liutgarda, figlia di Adalberto I, conte di Metz (non consultato).

## Biografia
La Genealogica comitum Buloniensium conferma che Alberto era figlio di Ermengarda.
Di suo padre, Alberto I, non si conosce la data esatta della morte.
Secondo gli Actes des comtes de Namur de la première race, 946-1196, Alberto morì prima del 1011.
Suo fratello primogenito, Roberto, succedette ad Alberto I, come Roberto II.
Non si conosce l'anno esatto della morte di suo fratello, Roberto II. Dopo la morte di Roberto II, senza discendenza, Alberto gli succedette come Alberto II, e viene citato per la prima volta come conte di Namur in un documento del 1031.
Secondo la Fundatio Ecclesiæ S. Albani Namucensis, Alberto II, figlio di Alberto I e Ermengarda (comes Albertus secundus, ortus ex patre Lothariensi, matre vero Francigena Ermengarde, nobilissimam Francorum regum prosapiam trahente), nel 1047, restaurò e rifondo della chiesa di Saint-Aubain a Namur.
Secondo la Ægidii Aurevallensis Gesta Episcoporum Leodiensium III, Alberto II, nel 1048, fu ucciso dal cognato, Goffredo il Barbuto, ex Duca dell'Alta Lorena (Lotaringia), che combatteva per riconquistarla; ma secondo Caroline M. Ryley, l'11 novembre 1048, a Thuin, fu sconfitto e ucciso in battaglia Adalberto di Lorena, il nuovo Duca dell'Alta Lorena (Lotaringia); infatti la stessa Fundatio Ecclesiæ S. Albani Namucensis, riporta che Alberto II, nel 1061, ebbe un contenzioso col vescovo di Liegi, riguardo alla chiesa di Saint-Aubain a Namur.
Non si conosce l'anno esatto della morte di Alberto II, comunque l'ultima volta che Alberto II viene citato in documento è nel 1062, mentre la citazione dell'anno successivo, potrebbe riferirsi a suo figlio.
Dopo la sua morte gli succedette il figlio primogenito come Alberto III.

## Matrimonio e discendenza
Alberto II, secondo la Fundatio Ecclesiæ S. Albani Namucensis, aveva sposato la figlia del Duca della Bassa Lorena (Lotaringia), Gothelo o Gozelo o Gozzelone I di Lotaringia detto il Grande, che secondo la Genealogica ex Stirpe Sancti Arnulfi descendentium Mettensis si chiamava Regelinda ed era sorella di Oda e di Goffredo il Barbuto; il matrimonio viene confermato anche dal Gisleberti Chronicon Hanoniense.
Alberto da Regelinda aveva avuto due figli:
- Alberto (1035 ca. - 1102), come da Genealogica comitum Buloniensium[21];
- Enrico (1040 ca. - 1088 ca.), come da Genealogica comitum Buloniensium[21], che fu conte di Durbuy, come confermano il Chronicon Sancti Huberti Andaginensis[22].

## Ascendenza
|                          |                     |                       | Genitori                 |  |  | Nonni |  |  | Bisnonni |  |  | Trisnonni |  |
|                          |                     |                       |                          |  |  |       |  |  | …        |  |  | …         |  |
|                          |                     |                       |                          |  |  |       |  |  | …        |  |  | …         |  |
|                          |                     | …                     |                          |  |  |       |  |  | …        |  |  |           |  |
| Roberto I di Namur       |                     |                       |                          |  |  |       |  |  | …        |  |  |           |  |
|                          |                     | …                     | …                        |  |  |       |  |  |          |  |  |           |  |
|                          |                     | …                     | …                        |  |  |       |  |  |          |  |  |           |  |
|                          |                     | …                     | …                        |  |  |       |  |  |          |  |  |           |  |
| Alberto I di Namur       |                     | …                     |                          |  |  |       |  |  |          |  |  |           |  |
|                          |                     | Adalberto I di Metz   | …                        |  |  |       |  |  |          |  |  |           |  |
|                          |                     | Adalberto I di Metz   | …                        |  |  |       |  |  |          |  |  |           |  |
|                          |                     | Adalberto I di Metz   | …                        |  |  |       |  |  |          |  |  |           |  |
| Liutgarda di Metz        |                     | Adalberto I di Metz   |                          |  |  |       |  |  |          |  |  |           |  |
|                          |                     | Luitgarda di Bidgau   | …                        |  |  |       |  |  |          |  |  |           |  |
|                          |                     | Luitgarda di Bidgau   | …                        |  |  |       |  |  |          |  |  |           |  |
|                          |                     | Luitgarda di Bidgau   | …                        |  |  |       |  |  |          |  |  |           |  |
| Alberto II di Namur      |                     | Luitgarda di Bidgau   |                          |  |  |       |  |  |          |  |  |           |  |
|                          | Luigi IV di Francia | Carlo III di Francia  |                          |  |  |       |  |  |          |  |  |           |  |
|                          | Luigi IV di Francia | Carlo III di Francia  |                          |  |  |       |  |  |          |  |  |           |  |
|                          | Luigi IV di Francia | Eadgifu d'Inghilterra |                          |  |  |       |  |  |          |  |  |           |  |
| Carlo I di Lorena        | Luigi IV di Francia |                       |                          |  |  |       |  |  |          |  |  |           |  |
|                          |                     | Gerberga di Sassonia  | Enrico I di Sassonia     |  |  |       |  |  |          |  |  |           |  |
|                          |                     | Gerberga di Sassonia  | Enrico I di Sassonia     |  |  |       |  |  |          |  |  |           |  |
|                          |                     | Gerberga di Sassonia  | Matilde di Ringelheim    |  |  |       |  |  |          |  |  |           |  |
| Ermengarda di Lotaringia |                     | Gerberga di Sassonia  |                          |  |  |       |  |  |          |  |  |           |  |
|                          |                     | Roberto di Vermandois | Erberto II di Vermandois |  |  |       |  |  |          |  |  |           |  |
|                          |                     | Roberto di Vermandois | Erberto II di Vermandois |  |  |       |  |  |          |  |  |           |  |
|                          |                     | Roberto di Vermandois | Adele di Neustria        |  |  |       |  |  |          |  |  |           |  |
| Adelaide di Troyes       |                     | Roberto di Vermandois |                          |  |  |       |  |  |          |  |  |           |  |
|                          |                     | Adelaide di Châlon    | Giselberto di Châlon     |  |  |       |  |  |          |  |  |           |  |
|                          |                     | Adelaide di Châlon    | Giselberto di Châlon     |  |  |       |  |  |          |  |  |           |  |
|                          |                     | Adelaide di Châlon    | Ermengarda di Autun      |  |  |       |  |  |          |  |  |           |  |
|                          |                     | Adelaide di Châlon    |                          |  |  |       |  |  |          |  |  |           |  |

### Fonti primarie
- (LA)  Monumenta Germaniae Historica, Scriptorum, Tomus XXI
- (LA)  Monumenta Germaniae Historica, Scriptorum, Tomus XXV
- (LA)  Monumenta Germaniae Historica, Scriptorum, Tomus XV. Pars II
- (LA)  Monumenta Germaniae Historica, Scriptorum, Tomus X
- (LA)  Monumenta Germaniae Historica, Scriptorum, Tomus IX
- (LA)  Monumenta Germaniae Historica, Scriptorum, Tomus VIII

### Letteratura storiografica
- Caroline M. Ryley, L'imperatore Enrico III, in «Storia del mondo medievale», vol. IV, 1999, pp. 193–236
- (FR)  Cartulaire de la commune de Namur, tome premier
- (FR)  Actes des comtes de Namur de la première race, 946-1196